# Oisans
Oisans é uma região dos Alpes franceses, correspondendo à bacia do rio Romanche e dos seus afluentes (Eau d'Olle, Lignarre, Sarenne, Vénéon, Ferrand).

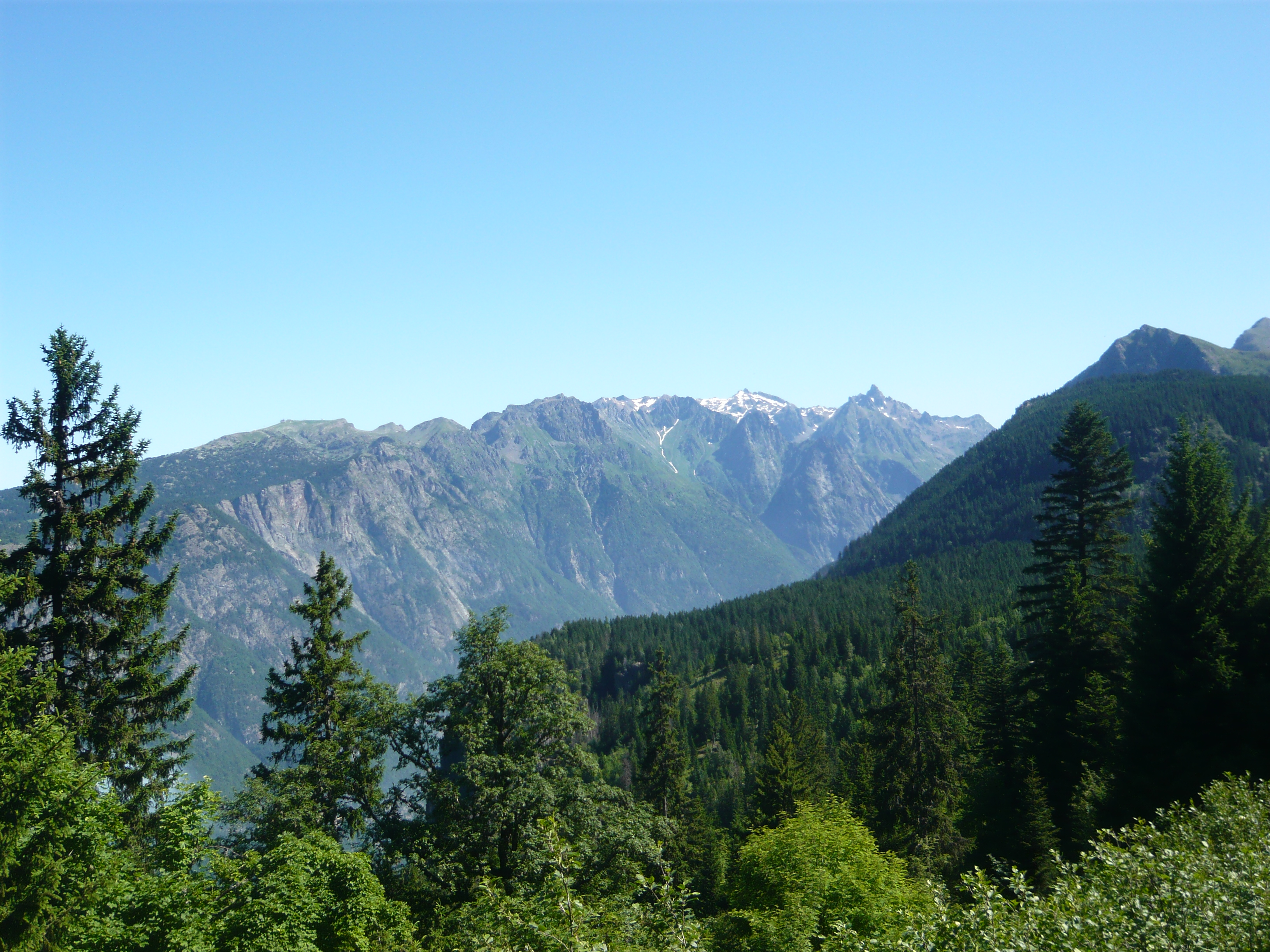
Maciço de Oisans

Oisans cobre uma parte do maciço de Belledonne, do Taillefer, os Grandes Rousses e os Écrins.
Esta definição geográfica coincide quase exatamente com a região administrativa.

## História
Região concedida a tribo iconii, uma das várias tribos heterogénias, pertencentes a uma confederação de tribos; os Alloborges.
Oisans foi um grande aliado da resistência interior francesa contra a ocupação nazi. 

## Estação de desportos de inverno
- l'Alpe d'Huez
- les Deux Alpes
- Auris-en-Oisans
- la Grave - la Meije
- Villard-Reculas
- Oz-en-Oisans
- Ornon
- Mont-de-Lans
- Vaujany
- la Garde en Oisans - Maronne
- Venosc